# Танги Ндомбеле
Танги Ндомбеле Алваро (фр. Tanguy Ndombele; Лонжимо, 28. децембар 1996) јесте француски фудбалер који игра као везни играч за Галатасарај, на позајмици из Тотенхем хотспера, као и за француску репрезентацију.

## Клупска каријера

### Почетак каријере
Ндомбеле је рођен у Лонжимо. Родитељи су му из Д. Р. Конго. Као дете је играо у фудбалском клубу Епине Атлетико, који се налази у комуни која је 20 километара југоисточно од Париза, у Есону. Преселио се на Бретању када је имао 14 година да би играо за Генган, где је провео 3 сезоне. Нису му понудили професионални уговор на крају његовог напредовања. Са само 16 година је направио свој деби, 11. јануара 2014. године са резервама, када је заменио Енсимбу пред крај утакмице.
Затим је потписао за Амјен, који је испао из друге француске лиге у јуну 2014. године. Он је ово видео као прилику да се покаже у другим клубовима, међутим није потписао ни за један клуб. Проблем је био што су га сви критиковали због прекомерне тежине, икао је на тестирањима показао да је добар плејмејкер.
Ндомбеле је играо 2 сезоне у петој француској лиги са Амјеновим резервним тимом. Одиграо је само једну утакмицу током сезоен 2014-2015, 8. новембра 2014. године, када је ушао на терен пред крај меча. Постао је стални део екипе током сезоне 2015-2016, када је одиграо 18 мечева. Био је у стартној постави први пут 5. септембра 2015. године са 18 година и 9 месеци.

### Лион
Дана 31. августа 2017. године, Ндомбеле је позајмљен Лиону на годину дана. На основу L'Équipe, Лион је платио 2 милиона евра за позајмицу. Лион је такође осигурао опцију да га потпуно откупе за 8 милиона евра, плус 250000 евра кроз бонусе и 20% од било ког профита који је направљен од његове продаје.
Ндомбеле је направио свој деби за Лионов први тим у поразу од 2-0 против Париз Сен Жермена 17. септембра 2017; почео је меч и био замењен од стране Кристофер Мартинса у 72. минуту. 15. фебруара 2018. године, Ндомбеле је постигао погодак у 46. мунуту у победи од 3-1 против Виљареала у шеснаестини финала Лиге Европе сезоне 2017-18.
Прва сезона у Лиона је била веома успешна за њега јер је довео добру енергију у тим док им је помагао да се врате у Лигу Шампиона након што су завршили трећи у лиги иза ПСЖа и Монака. Био је редован стартер и, заједно са Мендијем и Ауаром, један од већих младих талената у тиму. Неколико тимова је показало интересовање за француксо чудо, али Лион је дао до знања да он остаје у клубу и Амјену је платио обећаних 8 милиона евра.
Следеће сезоне, потписан је уговор који је истицао 2022. године. Почео је сезону добро и у његовом првом мечу у Лиги Шамиона против Манчестер Ситија на Етихаду је одиграо феноменално против најбољих светских играча у победи од 2-1. Тај меч је привукао пажњу многих великих клубова као што су Манчестер Сити, ПСЖ и Реал Мадрид. Затим је дао свој први гол у Лиги Шампиона против Хофенхајма 11. новембра 2018. године (резултат 2-2). Како је сезона напредовала, играо је одлично и изгледало је неизбежно да ће следећег лета напустити клуб. Постигао је свој први гол у првој лиги Француске против Нима 24. маја 2019. године и на крају су завршили 3. у лиги иза ПСЖа и Лила. Његов тим је такође био елиминисан из Лиге Шампиона од стране Барселоне у осмини финала и завршили су сезону без трофеја иако су добро играли против великих клубова (2—1 против ПСЖа, 2-1 и 2-2 против Манчестер Ситија, 0-0 против Барселоне). Лионов председник Ола је најавио да је добио понуде за Ндомбелеа и да ће вероватно напустити клуб током лета. 

### Тотенхем Хотспер
Дана 2. јула 2019. године Ндомбеле је потписао за Тотенхем Хотспер у договору вредном 62 милиона евра плус 10 милиона евра кроз бонусе. Ндомбеле је направио свој деби у Међународном Купу Шампиона против Јувентуса. Није провео ни минут на терену, а његов први додир са лоптом је била асистенција Лукасу Мори. Тотенхем је победио резултатом 3-2.
Дана 10. августа 2019. године, Ндомбеле је направио деби у Премијер лиги и дао први лигашки гол за клуб у сезони 2019-20. На тај начин је помогао тиму да дође до преокрета против Астон Виле.

## Репрезентативна каријера
Дана 11. октобра 2018. године, Ндомбеле је одиграо свој први сениорски наступ за Француску тако што је ушао као измена за Пола Погбу у 67. минуту пријатељског меча против Исланда који се завршио резултатом 2-2.

## Статистика

### Клуб[11]
| Клуб             | Сезона              | Лига          | Лига    | Лига   | Национални куп | Национални куп | Лига куп | Лига куп | Европа  | Европа | Остало  | Остало | Укупно  | Укупно |
| Клуб             | Сезона              | Лига          | Наступи | Голови | Наступи        | Голови         | Наступи  | Голови   | Наступи | Голови | Наступи | Голови | Наступи | Голови |
| ---------------- | ------------------- | ------------- | ------- | ------ | -------------- | -------------- | -------- | -------- | ------- | ------ | ------- | ------ | ------- | ------ |
| Амјен            | 2016/17             | Друга лига    | 30      | 2      | 0              | 0              | 1        | 0        | —       | —      | —       | —      | 31      | 2      |
| Амјен            | 2017/18             | Прва лига     | 3       | 0      | 0              | 0              | 0        | 0        | —       | —      | —       | —      | 3       | 0      |
| Амјен            | Укупно              | Укупно        | 33      | 2      | 0              | 0              | 1        | 0        | 0       | 0      | 0       | 0      | 34      | 2      |
| Лион             | 2017/18 (позајмица) | Прва лига     | 32      | 0      | 4              | 0              | 1        | 0        | 10      | 1      | —       | —      | 47      | 1      |
| Лион             | 2018–19 Прва лига   | 34            | 1       | 5      | 0              | 2              | 0        | 8        | 2       | —      | —       | 49     | 2       |        |
| Лион             | Укупно              | Укупно        | 66      | 1      | 9              | 0              | 3        | 0        | 18      | 3      | 0       | 0      | 96      | 3      |
| Тотенхем хотспер | 2019–20             | Премијер лига | 19      | 2      | 2              | 0              | 0        | 0        | 6       | 0      | —       | —      | 27      | 2      |
| Каријера         | Каријера            | Каријера      | 116     | 3      | 11             | 0              | 4        | 0        | 24      | 4      | 0       | 0      | 156     | 7      |

### Репрезентација[12]
| Репрезентација | Година | Наступи | Голови |
| -------------- | ------ | ------- | ------ |
| Француска      | 2018   | 4       | 0      |
| Француска      | 2019   | 2       | 0      |
| Укупно         | Укупно | 6       | 0      |

## Награде

### Наполи
- Серија А: 2022/23.

### Индивидуалне
- УНФП Тим године Лиге 1: 2018/19.[13]
- УЕФА Тим сезоне у Лиги Шампиона: 2018/19.[14]